# Boks na Igrzyskach Afrykańskich 2003
Turniej bokserski VIII Igrzysk Afrykańskich odbył się w dniach 4–13 października 2003 w Abudży (Nigeria). Był równocześnie kwalifikacją do Igrzysk Olimpijskich w Atenach w 2004. Kwalifikowali się finaliści poszczególnych kategorii.

## Medaliści
| Kategoria                    | Złoty                        | Srebrny                              | Brązowy                                                               |
| waga papierowa (48 kg)       | Suleiman Bilali · Kenia      | Endalkachew Kebede · Etiopia         | Joseph Jermia · Namibia · Jolly Katongole · Uganda                    |
| waga musza (51 kg)           | Walid Cherif · Tunezja       | Paulus Ambunda · Namibia             | Mebarek Soltani · Algieria · Adebellahim Mohamed · Egipt              |
| waga kogucia (54 kg)         | Malik Bouziane · Algieria    | Nestor Bolum · Nigeria               | Lankwe Wilson · Ghana · David Munyasia · Kenia                        |
| waga piórkowa (57 kg)        | Hadj Belkheir · Algieria     | Muideen Ganiyu · Nigeria             | Ayman Mohamed · Egipt · Daniel Tadele · Etiopia                       |
| waga lekka (60 kg)           | Ahmed Sadiq · Nigeria        | Bongani Mahlangu · Południowa Afryka | Perel Rivan · Kamerun · Esayas Getaneh · Etiopia                      |
| waga lekkopółśrednia (64 kg) | Davidson Emenogu · Nigeria   | Nasreddine Filali · Algieria         | Davis Mwale · Zambia · Sadat Tebazaalwa · Uganda                      |
| waga półśrednia (69 kg)      | Mohamed Hekal · Egipt        | Zakaria Nefzi · Tunezja              | Benamar Meskine · Algieria · Ellis Chibuye · Zambia                   |
| waga średnia (75 kg)         | Ramadan Yasser · Egipt       | Hassan N’Dam N’Jikam · Kamerun       | Daniel Shisia · Kenia · Kacel Nabil · Algieria                        |
| waga półciężka (81 kg)       | Ahmed Ismail · Egipt         | Isaac Ekpo · Nigeria                 | Abdelhani Kensi · Algieria · Sibiri Kabore · Burundi                  |
| waga ciężka (91 kg)          | Emmanuel Izonritei · Nigeria | Muhammad as-Sajjid · Egipt           | Apostolos Eleftheriou · Południowa Afryka · Parfait Amougou · Kamerun |
| waga superciężka (>91 kg)    | Gbenga Oloukun · Nigeria     | Muhammad Ali Rida · Egipt            | Carlos Takam · Kamerun · Gregorio Manuel · Angola                     |

## Klasyfikacja medalowa
| Poz.    | Państwo           |    |    |    | Razem |
| ------- | ----------------- | -- | -- | -- | ----- |
| 1       | Nigeria           | 4  | 3  | 0  | 7     |
| 2       | Egipt             | 3  | 2  | 2  | 7     |
| 3       | Algieria          | 2  | 1  | 4  | 7     |
| 4       | Tunezja           | 1  | 1  | 0  | 2     |
| 5       | Kenia             | 1  | 0  | 2  | 3     |
| 6       | Etiopia           | 0  | 1  | 2  | 3     |
| 6       | Kamerun           | 0  | 1  | 2  | 3     |
| 8       | Namibia           | 0  | 1  | 1  | 2     |
| 9       | Południowa Afryka | 0  | 1  | 0  | 1     |
| 10      | Uganda            | 0  | 0  | 2  | 2     |
| 10      | Zambia            | 0  | 0  | 2  | 2     |
| 12      | Angola            | 0  | 0  | 1  | 1     |
| 12      | Burundi           | 0  | 0  | 1  | 1     |
| 12      | Ghana             | 0  | 0  | 1  | 1     |
| Łącznie | Łącznie           | 11 | 11 | 20 | 42    |